# Syndroom van Andersen-Tawil
Het syndroom van Andersen-Tawil (ATS) wordt vaak, maar niet altijd, veroorzaakt door een mutatie in het KNCJ2-gen, coderend voor het Kir2.1-ionkanaal-eiwit. Dit leidt tot een afname van inwaarts rectificerende kaliumstroom IK1. Dit leidt tot een verlengde repolarisatieduur van de actiepotentiaal. ATS wordt gekenmerkt door tijdelijke verlamming, hartritmestoornissen en verscheidende afwijkende kenmerken in het skelet en gezicht.

## Kenmerken

### Periodieke verlamming
De tijdelijke verlamming in ATS komt voor in de vorm van hyperkaliëmie of hypokaliëmie. De meerderheid van de tot nu toe beschreven ATS-patiënten (80%-90%) heeft een KCNJ2-mutatie. Van deze patiënten heeft 15% aanvallen tijdens hyperkaliëmie, terwijl 20% aanvallen heeft waarin de kaliumspiegel van het bloed normaal is. De rest van deze groep patiënten met KCNJ2 mutaties heeft verlammingen geassocieerd met hypokaliëmie, die echter niet te onderscheiden zijn van patiënten met HypoPP (hypokalemic periodic paralysis) die veroorzaakt worden door mutaties in het calciumkanaal-gen. Herstel van een aanval treedt op binnen 24-48 uur.

### Uitingen van ATS in het hart
De eerste indicatie dat ATS geassocieerd kon worden met lange-QT-syndroom (LQTS) waarbij een combinatie van een verlengd QT-interval en aangeboren doofheid de kenmerken zijn, kwam van Tawil et al. in hun beschrijving van het syndroom. LQT komt voor bij 50% van de patiënten met ATS. Ventriculaire ritmestoornissen komen voor bij 84% van de patiënten. Een hartstilstand komt voor bij ongeveer 10% van de patiënten.

### Misvormingen
De meest voorkomende kenmerken, die volledig tot uiting komen bij 71% van de ATS-patiënten, zijn breed voorhoofd, onderontwikkelde kaak, hypotelorisme (te dicht op elkaar staande ogen), laaggeplaatste oren, clinodactylie (zijwaartse verkromming van een of meer vingers) en 2-3 syndactylie (vergroeiing van vingers of tenen). Ook een veelvoorkomend kenmerk is relatieve microcefalie (te klein hoofd).
Ook is er bij sommige patiënten sprake van abnormale of afwezige laterale snijtanden, het gehemelte is hoger dan normaal of gespleten en ze hebben kleine handen en voeten. Deze kenmerken duiden op invloed van de mutatie op botvorming en/of aanleg van het skelet.

## Behandeling
ATS is extreem zeldzaam, wereldwijd zijn 100 gevallen beschreven, en het vinden van goede behandelingsmethoden wordt hierdoor belemmerd. Een andere reden hiervoor is dat ATS betrekking heeft op twee weefsels (zenuwcellen en spiercellen) die elk hun eigen unieke elektrofysiologische kenmerken bezitten. Daardoor kunnen medicijnen een positief effect hebben op het ene weefsel maar een negatief effect op het andere. Om deze reden moet de behandeling van ATS-patiënten gecoördineerd worden door een neuromusculair specialist en een cardioloog met ervaring in het behandelen van patiënten met ATS.

### Behandeling van periodieke verlammingen
Het doel van het behandelen van periodieke verlammingen geassocieerd met ATS is om de frequentie, mate van ernst en duur van de aanvallen te minimaliseren. De behandeling bestaat uit het verminderen van de bekende veroorzakers samen met medicatie. Positieve resultaten zijn behaald met CAI’s (carbonic anhydrase inhibitors) zoals acetazolamide en dichloorfenamide. Ook aantrekkelijk bij het voorkomen van verlammingsaanvallen is K+-supplementatie bij ATS, doordat verhoogde K+-niveaus in het plasma het QT-interval verkorten met als gevolg vermindering van aritmieën.

### Behandeling van hartritmestoornissen
Om herhaling van Torsades de Pointes (TdP, ventriculaire tachycardie) te voorkomen is behandeling op lange termijn noodzakelijk door het QT-interval te verkorten. Verschillende factoren verlengen het QT-interval bij ATS-patiënten, zoals plotselinge intense adrenerge stimulatie door elke intense emotie, maar ook zijn er verscheidene medicijnen die het QT-interval kunnen verleng. De standaardmethoden die beschikbaar zijn, bestaan uit het gebruiken van bèta-adrenerge blokkers (bv. propranolol).